# Список птиц Ниуэ
Это список видов птиц, зарегистрированных на Ниуэ. Орнитофауна Ниуэ включает в себя, в общей сложности, двадцать девять видов, из которых один вид был ввезен людьми, а девять видов являются редкими или случайными. Два вида находятся под угрозой исчезновения. Эндемичные виды отсутствуют, но есть эндемичные подвиды Пятнистого личинкоеда-свистуна и Полинезийского скворца. Есть 15 размножающихся видов, из которых одиннадцать являются наземными птицами, а четыре — морскими птицами. Исследования ископаемых птиц свидетельствуют о том, что орнитофауна Ниуэ ранее была более разнообразная. Птицы, зарегистрированные из окаменелых останков, которые предшествуют до полинезийского поселения острова, включают в себя Ночную цаплю Ниуэ (Nycticorax kalavikai), Полинезийского большенога (Megapodius pritchardii) и Пастушка острова Ниуэ (Gallirallus huiatua).
Таксономический режим этого списка (обозначение и последовательность отрядов, семейств и видов) и номенклатура (общие и научные названия) следуют соглашениям The Clements Checklist of Birds of the World, 6-е издание. Семейства в начале каждой главы отражают эту таксономию, как и число видов, найденное в каждом семействе. Ввезенные и случайные виды включены в общую численность для Ниуэ. Есть неподтвержденные сообщения о краснохвостом фаэтоне (Phaethon rubricauda), серой крякве (Anas superciliosa) и острохвостом песочнике (Calidris acuminata), но они не включены в список.
Следующие теги использовались для выделения нескольких категорий, но не все виды попадают в одну из этих категорий. Те виды, которые этого не делают, обычно встречаются в числе местных видов.
- (A) Accidental — вид, который редко или случайно встречается на Ниуэ.
- (I) Introduced — вид, ввезенный на Ниуэ, как следствие прямых или косвенных действий человека.

## Буревестники
- Отряд: Буревестникообразные
  - Семейство: Буревестниковые
    - Южный гигантский буревестник, Macronectes giganteus (A)
    - Буревестник клинохвостый, Ardenna pacificus

## Фаэтоны
- Отряд: Фаэтонообразные
  - Семейство: Фаэтоновые
    - Белохвостый фаэтон, Phaethon lepturus

## Фрегаты
- Отряд: Пеликанообразные
  - Семейство: Фрегатовые 
    - Большой фрегат, Fregata minor (A)

## Цапли и белые цапли
- Отряд: Пеликанообразные
  - Семейство: Цаплевые
    - Белощёкая цапля, Egretta novaehollandiae (A)
    - Восточная рифовая цапля, Egretta sacra (A)

## Фазаны и куропатки
- Отряд: Курообразные
  - Семейство: Фазановые
    - Банкивская джунглевая курица, Gallus gallus (I)

## Пастушки
- Отряд: Журавлеобразные
  - Семейство: Пастушковые
    - Полосатый пастушок, Gallirallus philippensis
    - Крапчатый погоныш, Porzana tabuensis
    - Черноспинная султанка, Porphyrio melanotus

## Ржанки
- Отряд: Ржанкообразные
  - Семейство: Ржанковые
    - Бурокрылая ржанка, Pluvialis fulva

## Песочники
- Отряд: Ржанкообразные
  - Семейство: Бекасовые
    - Малый веретенник, Limosa lapponica (A)
    - Таитянский кроншнеп, Numenius tahitiensis (A)
    - Большой кроншнеп, Numenius arquata (A)
    - Американский пепельный улит, Tringa incana
    - Камнешарка, Arenaria interpres
    - Песчанка, Calidris alba
    - Дутыш, Calidris melanotos (A)

## Чайки, крачки и водорезы
- Отряд: Ржанкообразные
  - Семейство: Чайковые
    - Доминиканская чайка, Larus dominicanus (A)

  - Семейство: Крачковые
    - Обыкновенная глупая крачка, Anous stolidus
    - Белая крачка, Gygis alba

## Голуби и горлицы
- Отряд: Голубеобразные
  - Семейство: Голубиные
    - Пурпурношапочный пёстрый голубь, Ptilinopus porphyraceus
    - Тихоокеанский плодоядный голубь, Ducula pacifica

## Попугаи
- Отряд: Попугаеобразные
  - Семейство: Попугаевые
    - Синешапочный лори-отшельник, Vini australis

## Кукушки
- Отряд: Кукушкообразные
  - Семейство: Кукушковые
    - Длиннохвостый коэль, Eudynamys taitensis

## Сипухи
- Отряд: Совообразные
  - Семейство: Сипуховые
    - Обыкновенная сипуха, Tyto alba

## Стрижи
- Отряд: Стрижеобразные
  - Семейство: Стрижиные
    - Белогузая салангана, Aerodramus spodiopygius

## Личинкоеды
- Отряд: Воробьинообразные
  - Семейство: Личинкоедовые
    - Пятнистый личинкоед-свистун, Lalage maculosa

## Скворцы
- Отряд: Воробьинообразные
  - Семейство: Скворцовые
    - Полинезийский аплонис, Aplonis tabuensis